# Musée Masséna
Le musée Masséna est un musée municipal de la ville de Nice installé dans une des dernières villas de prestige du XIXe siècle de la promenade des Anglais.
Le prince d’Essling, duc de Rivoli, André Prosper Victor Eugène Napoléon Masséna, fils de Victor Masséna, vendit ce bijou de la Belle Époque construit par son père, à la ville de Nice, en 1919, pour un prix égal aux droits de succession qu'il avait dû payer, en stipulant que le jardin devait être ouvert au public, et que la villa devienne un musée d'histoire locale sous le nom de « musée Masséna ». Ce qui fut fait. Les bosquets sont signés par le botaniste Édouard André.
L’accueil du public s’effectue, au nord de l’édifice, par un pavillon situé au numéro 65 de la rue de France.

## La villa

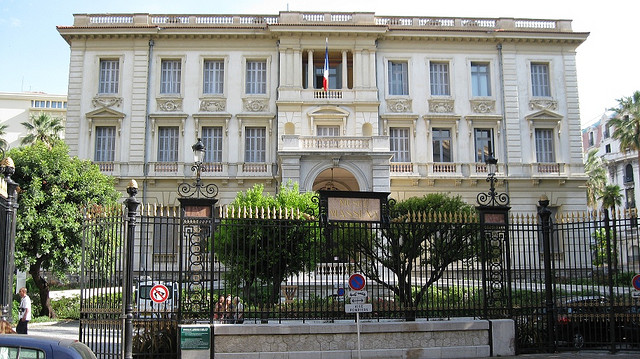
La façade nord de la villa.

En 1898, Victor Masséna, prince d’Essling et duc de Rivoli, petit-fils du maréchal niçois André Masséna, décide la construction d’une grande villa de plaisance sur le bord de mer niçois. Les Masséna, qui apprécient la villa Rothschild à Cannes, la proposent comme modèle aux architectes Hans-Georg Tersling et Aaron Messiah. Ceux-ci sont également priés de s’inspirer des grandes villas de style néo-classique italien. Ils adoptent aussi un style Empire, hommage évident à Napoléon Ier, auquel la famille Masséna doit ses titres. La villa est conçue pour des réceptions brillantes. Ses jardins, dessinés par le paysagiste et botaniste Édouard André (1840-1911), ainsi que la cour d'honneur au nord ont été restaurés entre 2006 et 2007.
Les façades et les toitures de la villa sont inscrites au titre des monuments historiques depuis 1975. L'ensemble formé par l'ancienne villa Masséna, sa cour au Nord et son jardin avec ses clôtures et sa terrasse belvédère au Sud, ainsi que le pavillon de la conciergerie est inscrit par arrêté du 24 novembre 2023 qui se substitue au précédent.

## Le musée
En 1919, le fils de Victor Masséna, André Masséna, cède la propriété à la ville de Nice sous condition qu’on y aménage un musée et que le jardin soit ouvert au public. Le musée Masséna est inauguré en 1921. Pendant des décennies, la villa Masséna est un musée consacré à l’histoire locale jusqu’à l’aube du XXIe siècle où s’impose un lourd chantier de rénovation. Après plusieurs années de restauration, il rouvre le 1er mars 2008 . À l’extérieur, des travaux de réaménagement permettent de restituer au jardin son plan d’origine dessiné par le paysagiste Édouard André. En nocturne, comme son voisin le Negresco, un puissant éclairage met en valeur ses façades historiques. À l’intérieur, les salons retrouvent leur faste et chaleur d’antan comme avec l’ensemble de boiseries des premières années du XIXe siècle provenant du château de Govone situé près de Turin. Le mobilier principalement de style Empire décore ses salons. Le nouvel aménagement, réalisé par l'architecte niçois Philippe Mialon, offre une surface d’exposition permanente de 1 800 m2. Le premier et deuxième étage présentent une approche chronologique et thématique de l’histoire de Nice de 1792 à 1939. Le troisième et dernier étage accueille la bibliothèque de Cessole riche de milliers de documents, portant notamment sur l'histoire du Comté de Nice, de la Provence, de la Savoie et de l’Italie du Nord. Le musée est entièrement accessible aux personnes à mobilité réduite.
Payant au XXe siècle, l’accès à l’ensemble des musées municipaux de la ville de Nice a été libre entre le 1er juillet 2008 et le 1er janvier 2015, date ou la mairie déploie une nouvelle politique tarifaire.
De 2013 à 2019, dans le cadre des saisons culturelles programmées par la Ville de Nice, sont présentées quatre expositions sous le commissariat de Jean-Jacques Aillagon. Entouré des historiens Guillaume Picon et Aymeric Jeudy, Jean-Jacques Aillagon y explore les quelques millénaires d’histoire de Nice dans des expositions où se rencontrent des chefs-d’œuvre de toutes les époques.